# EDC-mæglerne
EDC (forkortelse for Ejendomsmæglernes Data-Centrum) er en dansk ejendomsmæglerkæde. Kæden har i perioder været Danmarks største, men blev i 2024 overgået af konkurrenten Nybolig. Kæden blev grundlagt i 1971 består pr. 2024 af over 230 selvstændige ejendomsmæglerfirmaer, der formidler køb og salg af helårshuse, fritidshuse, erhvervsejendomme og nybyggeri. Samtidig udlejer EDC fritidshuse gennem divisionen Feriepartner Danmark.
EDC er den eneste større danske ejendomsmæglerkæde, der ikke er ejet af en bank eller et realkreditinstitut, og EDC beskæftiger omkring 1.700 medarbejdere heraf er flere end 600 ejendomsmæglere MDE. EDC samarbejder med Gjensidige på forsikringsområdet.
Frem til 1987 fungerede EDC som en forening, men har siden været drevet som et aktieselskab.